# Arrondissement judiciaire de Marche-en-Famenne
Subdivisions
L'arrondissement judiciaire de Marche-en-Famenne était l'un des trois arrondissements judiciaires de la province belge de Luxembourg et l'un des neuf qui dépendaient du ressort de la Cour d'appel de Liège. Il fut formé le 18 juin 1869 lors de l'adoption de la loi sur l'organisation judiciaire et fait partie de l'arrondissement judiciaire du Luxembourg depuis la fusion des arrondissements judiciaires de 2014.

## Subdivisions
L'arrondissement judiciaire de Marche-en-Famenne était divisé en 2 cantons judiciaires,. Il comprenait 12 communes, celles de l'arrondissement administratif de Marche-en-Famenne et trois des huit communes de l'arrondissement administratif de Bastogne.
Note : les chiffres et les lettres représentent ceux situés sur la carte.
1. Canton judiciaire de Marche-en-Famenne–Durbuy
      1. Durbuy
  2. Érezée
  3. Hotton
  4. Marche-en-Famenne
  5. Nassogne
2. Canton judiciaire de Vielsalm–La Roche-en-Ardenne–Houffalize
      1. Gouvy
  2. Houffalize
  3. La Roche-en-Ardenne
  4. Manhay
  5. Rendeux
  6. Tenneville
  7. Vielsalm